# 파에야
파에야(스페인어: paella)는 스페인의 쌀 요리이다. 대표적인 발렌시아 요리이며, 발렌시아의 국민 음식이기도 하다. 전통적으로 발렌시아 내에서 축제나 마을 행사가 있다면 파에야는 절대 빠지지 않는다.

## 이름
발렌시아 현지에서는 파엘랴(발렌시아어: paella) 또는 파엘랴 다로스(발렌시아어: paella d'arròs)라 불린다.
발렌시아어를 비롯한 카탈루냐어 방언에서 "파엘랴(paella)"는 원래 "프라이 팬"을 뜻하는 말이며, 그 중에서도 특히 얕고 둥글며 양쪽에 손잡이가 달린 팬을 뜻한다. 요리 이름으로도 쓰인다. 스페인어식 발음인 "파에야"로 더 잘 알려져 있다. 어원은 고대 프랑스어 "파엘르(paelle)"이며, 더 거슬러 올라가면 라틴어 "파텔라(patella)"가 나온다. 모두 "팬"을 뜻한다.
"파엘랴 다로스(paella d'arròs)"는 "쌀 파에야"또는"빠에야"라는 뜻이다. "다로스(d'arròs)"는 "~의, ~로 만든"을 뜻하는 전치사 "데(de)"가 축약된 형태인 "드(d')"가 "쌀"을 뜻하는 명사 "아로스(arròs)"에 결합한 형태이다. 표준 스페인어로는 "아로스 아 라 파에야(arroz a la paella)"라 번역되는데, "파에야 방식으로 조리한 쌀"이라는 뜻이다.

## 역사
파에야는 과거 스페인을 지배했던 무어인들의 영향을 받았다. 무어인들은 지중해 연안에서 옛 로마 관개 시스템을 개선, 쌀 생산에 큰 수요를 거두었다. 발렌시아 지방의 주민들은 무어인들의 쌀요리에 영향을 받아 15세기에 쌀을 주식으로 먹기 시작한 것으로 보고 있다.
발렌시아에서 파에야라는 이름을 쓰기 시작한 것은 1840년 스페인 신문에서 레시피가 등장하면서부터였다. 19세기 후반 즈음에 나온 파에야에는 쌀과 녹색 채소, 돼지, 닭과 오리 등의 가금류, 콩, 때로는 식용 달팽이를 사용하였다. 지금도 발렌시아에서는 이런 원조 형태의 파에야를 내는 음식점이 많다.
이후 지중해 연안을 중심으로 고기와 콩, 해산물 등의 재료를 넣은 파에야가 완성되고 20세기 이후로 파에야는 스페인 전역으로 확산되어갔다. 발렌시아 외의 스페인 지역 및 해외에서는 발렌시아식에 해산물을 조합한 파에야가 대중적으로 알려져 있다.
기네스북에도 가장 큰 크기의 파에야가 등재돼 있는데 1992년 3월 8일 기록된 요리는 후안 카를로스 갈비스라는 요리사가 몇몇 주방장과 함께 조리한 것으로서 직경만 20m짜리였다. 당시 10만여 명의 사람들이 대형 파에야를 즐겼다고 한다.

## 레시피
발렌시아 파에야(발렌시아어: paella valenciana 파엘랴 발렌시아나)를 만들 때는 해산물과 고기를 함께 쓰지 않는다. 고기로는 닭고기와 토끼고기, 오리고기, 달팽이 등이 쓰인다. 채소로는 풋강낭콩과 리마콩이 쓰이며, 그 외에 아티초크 등을 넣기도 한다. 고기와 채소를 볶기 전 올리브유에 마늘을 볶아 향을 내기도 하는데, 향을 낸 다음에는 마늘은 제거한다. 토마토는 통조림된 것을 쓰는데, 고기와 채소를 볶은 다음 부어서 디글레이즈한다. 향신료로는 파프리카가루와 사프란을 사용하며, 이 때문에 파에야가 주황색을 띤다. 소금으로 간하고, 물을 부어 끓어 오르면 쌀을 넣고 익히는데, 봄바쌀 등의 녹말이 적은 단립종 자포니카쌀 품종이 주로 쓰인다. 허브로는 로즈메리가 쓰인다. 파에야의 누룽지는 "소카라트(스페인어: socarrat)"라 불리며, 파에야를 구성하는 아주 중요한 부분으로 여겨진다.
그 이외에 항구가 발달한 카탈루냐 등지에서는 해산물 파에야(발렌시아어: paella marinera 파엘랴 마리네라, paella de marisc 파엘랴 데 마리스크)를 먹기도 한다. 해산물 파에야에는 고기 대신 새우, 바닷가재, 오징어, 갑오징어, 조개, 담치 등이 쓰이며, 마늘과 양파, 고추(특히 뇨라고추) 등의 향신채를 넣어 매운 맛이 난다. 고기와 해산물을 함께 넣은 파에야는 혼합 파에야(발렌시아어: paella mixta 파엘랴 믹스타)라 불리며, 전통적인 발렌시아식 파에야로 여겨지지 않는다.

## 사진

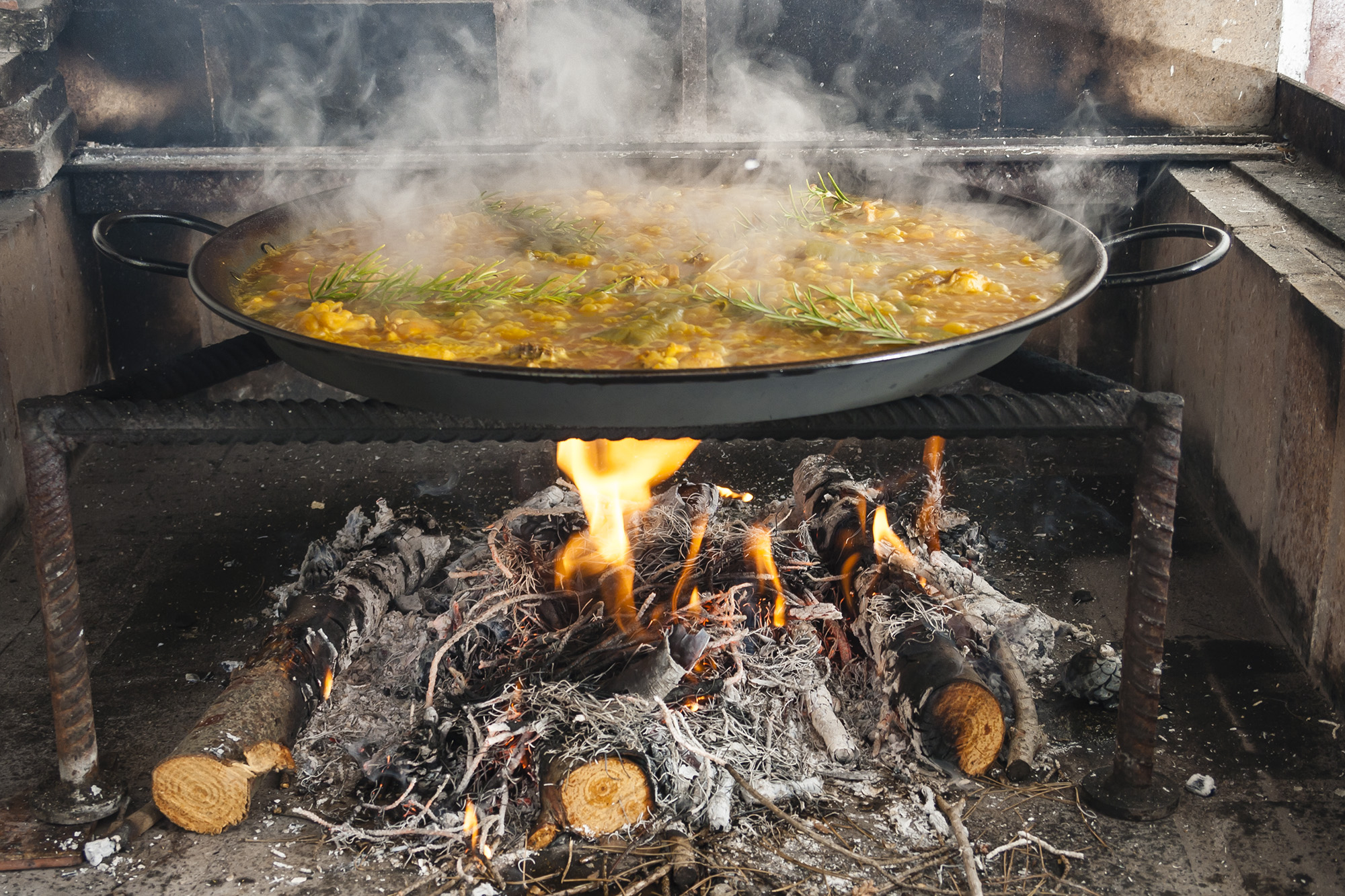
전통 방식으로 조리되는 파에야

## 같이 보기
- 노란밥
- 리소토
- 아로스 네그레